# Портрет художника (Бассейн с двумя фигурами)
«Портрет художника (Бассейн с двумя фигурами)» (англ. Portrait of an Artist (Pool with Two Figures)) — картина в жанре поп-арт, созданная британским художником Дэвидом Хокни. Крупноразмерная работа (213,5 × 305 см) выполнена акрилом по холсту, на ней изображены две фигуры — пловец под поверхностью воды в бассейне и наблюдающий за ним стоя у бассейна одетый мужчина. Картина была завершена в мае 1972 года. В ноябре 2018 года она была продана за 90,3 млн долларов США, что стало самой высокой аукционной ценой за произведение живущего художника.

## Предыстория
В январе 1964 года, после успешного проведения первой персональной выставки в галерее Джона Касмина, Хокни впервые посетил Калифорнию. Художник был очарован Америкой и, в частности, Лос-Анджелесом. Помимо влияния классического голливудского кино, его привлекло модернистское здание Case Study House #21, а будучи геем, он ценил публиковавшийся в Лос-Анджелесе бифкейк-журнал «Physique Pictorial». Позже Хокни говорил: «я инстинктивно знал, что мне это понравится, и когда я пролетел над Сан-Бернардино и увидел бассейны, и дома, и всё остальное, и солнце, я был взволнован больше, чем за все свои поездки в любые города».
Хокни нарисовал свою первую изображавшую бассейн картину «Калифорнийский коллекционер произведений искусства» в 1964 году, в дальнейшем бассейн стал постоянной темой в его творчестве, в таких картинах, как «Питер выходит из бассейна Ника» (1966) и «Большой всплеск» (1968 год).

## Композиция
Хокни заметил два лежащих рядом на полу своей мастерской снимка: фотографию плывущего под водой человека и снимок человека, опустившего голову. Хокни работал над картиной в течение четырёх месяцев в конце 1971 года, но, недовольный композицией, в частности ракурсом бассейна, бросал неоконченную работу и начинал заново. В апреле 1972 Хокни вылетел в Нид-дю-Дюк возле Сен-Тропе, чтобы, используя бассейн режиссёра Тони Ричардсона, лучше изучить находящуюся под водой фигуру. Помощник Хокни Мо Макдермотт позировал как смотрящий вниз человек, Хокни сделал сотни фотографий, основанных на своей композиционной идее.
Вернувшись в свою лондонскую студию, Хокни скомпоновал фотографии вместе со снимками Питера Шлезингера в Кенсингтонских садах, на которых тот был одет в такой же розовый пиджак. Хокни писал картину в течение двух недель, работая по 18 часов в день, и завершил её лишь вечером перед перевозкой её в Нью-Йорк на выставку в галерее Андре Эммериха. Впервые она была показана на выставке «Картины и рисунки», которая проходила с 13 по 31 мая 1972 года.
Действие картины происходит на юге Франции, недалеко от Сен-Тропе. С другими работами этого периода её объединяет наличие двух фигур: мужчина в белых плавках плывёт брассом под водой, а художник Питер Шлезингер, в то время — возлюбленный и муза Хокни — полностью одетый стоит на краю бассейна, глядя на пловца.
Хокни говорил о полотне: «признаться, я любил работать над этой картиной», и, говоря о двухнедельной работе, добавлял, что «работал с огромной интенсивностью; делать это было замечательно и поистине захватывающе».
Создание картины и распад отношений Хокни и Шлезингера были отражены в полудокументальном фильме «Больший всплеск».

## История продаж
Картина принадлежала американскому миллиардеру Дэвиду Геффену, который продал её британскому миллиардеру Джо Льюису в 1995 году по неназванной цене.
После девяти минут торгов 15 ноября 2018 года картина была продана за 90,3 миллиона долларов США на торгах в принадлежащем Кристис аукционном зале в Нью-Йорке, что установило рекорд аукционной цены для работ живущих художников. Цена побила предыдущий рекорд для живущих художников — 58 миллионов долларов за работу Джеффа Кунса «Оранжевая собака из воздушных шаров» в 2013 году; более чем в три раза цена превзошла предыдущий рекорд для работы Хокни — 28,5 миллионов долларов за лот из картин «Тихоокеанское шоссе» и «Санта Моника», проданный в мае 2018 года.